# Optronik
Optronik (OT), en sammanslagning av begreppen optik och elektronik, eller elektrooptik (EO), avser sensorer som arbetar med både fotoner samt elektroner.
Elektrooptiska system arbetar i det optiska våglängdsområdet av den elektromagnetiska strålningen: 0,1 till 14 μm. 

| Typ av ljus       | Förkortning | Våglängd (μm) | Kommentar                                                       |
| ----------------- | ----------- | ------------- | --------------------------------------------------------------- |
| Ultraviolett      | UV          | 0,1 – 0,4     | Våglängder under 0,2 μm dämpas nästan fullständigt i atmosfären |
| Visuellt          | VIS         | 0,4 – 0,7     |                                                                 |
| Nära infrarött    | NIR         | 0,7 – 2,0     |                                                                 |
| Termisk infrarött | TIR         | 2,0 – 14      |                                                                 |

Tabell 1: spektral indelning av det optiska våglängdsområdet
Elektrooptiska system kräver fri sikt till "målet" för att fungera, det vill säga, de är bland annat väderberoende.
Man delar in elektrooptiska system i:
- Passiva; systemet sänder inte ut någon egen strålning, utan detekterar reflekterad samt emitterad strålning. Till exempel bildförstärkare (reflekterade) samt värmekamera (emitterade).
- Aktiva; systemet har en sändare som sänder ut energi, som reflekterats tillbaka och detekteras. Till exempel laseravståndsmätare.

En stor skillnad mellan ett passivt och ett aktivt system är att ett aktivt system även kan mäta in avståndet till målet (den reflekterade ytan).